# 800-ті
Раннє Середньовіччя. Епохи вікінгів. Реконкіста.
У Східній Римській імперії правили Ірина Афінська та Никифор I, а Франкським королівством Карл Великий, Римський імператор. Північна частина Апеннінського півострова належала Карлу Великому, Папа Римський управляв Римською областю, на південь від неї існувало кілька незалежних герцогств, Візантія зберігала за собою деякі території на півночі та півдні Італії. Більшу частину Піренейського півострова займав Кордовський емірат, на північному заході лежало християнське королівство Астурія. В Англії тривав період гептархії. Аварський каганат припинив існування. Існували слов'янські держави князівство Карантанія як васал Франкського королівства та Перше Болгарське царство.
В арабському халіфаті тривало правління Аббасидів, в Магрибі та Іспанії існували незалежні мусульманські держави. У Китаї тривало правління династії Тан. Буддійська держави Пала займала значну частину Індії. В Японії тривав період Хей'ан. У степах між Азовським морем та Аралом існував Хазарський каганат. Степи на північ від Китаю займає Уйгурський каганат, тюрки мігрували на захід. 
На території лісостепової України в IX столітті літописці згадують слов'янські племена білих хорватів, бужан, волинян, деревлян, дулібів, полян, сіверян, тиверців, уличів. У Північному Причорномор'ї співіснують різні кочові племена, зокрема булгари, хозари, алани, авари, тюрки, угри, кримські готи. Херсонес Таврійський належить Візантії.

## Події
- В Арабському халіфаті 803 року було усунуто від влади родину Бармакидів. 808 року помер Гарун ар-Рашид.
- 802 року Никифор I змістив Ірину Афінську з трону Візантійської імперії.
- Візантія та Франкське королівство вели війну за Венецію, Далмацію та Істрію. 810 року було укладено мир, за яким ці території залишилися візантійськими.
- Тривала Реконкіста. Франки захопили Барселону, а араби — Сардинію та Корсику.
- Саксонські війни завершилися підпорядкуванням саксів франкам. Франки й далі воювали зі слов'янами та данами.
- Аварський каганат припинив існування під натиском франків та булгар.
- Вікінги двічі нападали на острів Іону, що лежить біля узбережжя Шотландії.
- Утворилася Кхмерська імперія.
- Тривав понтифікат Папи Лева III.
- Розпочалася богословська суперечка між західною та східними церквами щодо filioque.

## Померли
- Гарун ар-Рашид, халіф.
- Піпін Італійський, король Італії.
- Карл Юний, король франків.